# Kim Staelens
Kim Staelens (Kortrijk, 7 januari 1982) is een voormalig Belgisch-Nederlands volleybalspeler. Haar positie was spelverdeler en ze stond bekend om haar zeer goede sprongservice. Staelens won met het Nederlands team zilver op de EK van 2009.

## Biografie
Kim Staelens werd geboren in het Belgische Kortrijk. Toen ze drie jaar oud was verhuisde ze voor twee jaar naar Afrika in verband met het werk van haar vader. Deze Jean-Pierre speelde in het Belgisch volleybalteam, was in 2005/2006 assistent-trainer van Jong Oranje en sinds 2007 hoofdtrainer van VC Weert. In 1995 ging Kim Staelens naar de pas opgerichte Vlaamse volleybalschool. Omdat bij het Belgische nationale team niet genoeg mogelijkheden werden gezien, besloot het gezin Staelens naar Nederland te verhuizen. In 1997 speelde ze bij VVC Vught en het jaar daarna bij VC Weert. In haar tweede jaar bij deze club won ze de landstitel en de beker. Daarna speelde ze twee jaar in Frankrijk bij twee verschillende clubs. In 2002 stapte ze over naar het Duitse USC Münster, waarmee ze tweede werd in de nationale competitie en daarnaast verliezend finalist in de Duitse bekerfinale. Het jaar daarop werden zowel het landskampioen als de beker gewonnen, hoewel ze vanwege een knieblessure niet veel van de finalewedstrijden kon spelen. Door de behandeling van deze blessure in Zeist en de daarop volgende revalidatie kon ze in 2004 en begin 2005 niet volleyballen. In 2005 speelde ze samen met veel andere speelsters van het Nederlandse damesteam, waaronder haar zus Chaïne, bij Martinus. Hier bereidde het Nederlands team zich onder trainer Avital Selinger voor op de Olympische Spelen van 2008 in Peking. In 2006 en 2007 werd ze met de club landskampioen. Nadat de Olympische kwalificatie niet werd gehaald, besloot Staelens te vertrekken bij Martinus. Vanaf 2008 speelt ze bij het Italiaanse Perugia Volley, dat afgelopen seizoen de Champions League won. Nadat Nederland ook de kwalificatie voor de spelen in Londen net had gemist maakte Staelens bekend dat ze stopte als international.
Haar reikhoogte is 301 cm bij het blok en tot 308 cm bij de aanval. Ze spreekt vier talen: Nederlands, Frans, Engels en Duits.
In september 2014 maakte Staelens bekend dat ze per direct stopte met volleybal. In januari 2017 is zij als leefstijlcoach actief bij ClubPT in Uden.

## Clubhistorie
| Club                  | Land      | Periode   |
| --------------------- | --------- | --------- |
| Hermanas Wervik       | België    | Jeugd     |
| VC Wevelgem           | België    | Jeugd     |
| VVC Vught             | Nederland | 1997-1998 |
| VC Weert              | Nederland | 1998-2000 |
| Marcq en Baroeul      | Frankrijk | 2000-2001 |
| USSPA Albi            | Frankrijk | 2001-2002 |
| USC Münster           | Duitsland | 2002-2004 |
| Martinus              | Nederland | 2005-2008 |
| Perugia Volley        | Italië    | 2008-2009 |
| Asistel Novarra       | Italië    | 2009-2010 |
| TV Fischbek           | Duitsland | 2010-2012 |
| Impel Gwardia Wroclaw | Polen     | 2012-2014 |